# Elephantomyia (Elephantomyodes) percuneata
Elephantomyia (Elephantomyodes) percuneata is een tweevleugelige uit de familie steltmuggen (Limoniidae). De soort komt voor in het Australaziatisch gebied.